# Тельо, Кристиан
Кристиа́н Те́льо Эрре́ра (исп. Cristian Tello Herrera; род. 11 августа 1991[…], Сабадель, Каталония) — испанский футболист, вингер саудовского клуба «Аль-Оруба».

## Клубная карьера

### «Барселона»
9 ноября 2011 года состоялся дебют Тельо в первой команде «Барселоны»; он отыграл все 90 минут в матче Кубка Испании против «Оспиталета», где отличился дважды (победа 9:0).
Первый матч в Примере Тельо провёл 28 января 2012 года, выйдя на замену вместо Адриано на 75-й минуте в матче против «Вильярреала» (0:0). Через неделю в своем первом матче в стартовом составе он открыл счет своим голам за клуб на восьмой минуте матча против «Реал Сосьедад» (2:1) после передачи от Лионеля Месси, отыграв весь матч.
7 марта 2012 года Тельо заменил Андреса Иньесту во второй половине матча против «Байер 04», тем самым дебютировав в Лиге чемпионов УЕФА: в течение двух минут после выхода на замену, он забил свой первый гол в турнире, пробежав полполя и сделав счёт 4:0; шесть минут спустя точно так же он забивает свой второй гол в матче и делает счет 6:0. Общий счёт 7:1 (по сумме двух матчей — 10:2).
В сезоне 2012/13 в «Барселоне» сменился главный тренер, Тито Виланова, который смог оставить Тельо у себя в команде. 19 сентября 2012 года он забил первый гол из-за штрафной площади и сделал голевой пас на Месси во втором голе, тем самым помог обыграть московский «Спартак» (3:2). После игры Тельо был назван лучшим игроком матча. 13 декабря 2012 года Тельо подписал новый контракт с «Барселоной», который действует до июня 2016 года. Девять дней спустя он забил гол через тридцать секунд после выхода на замену в матче чемпионата против «Вальядолида» (гостевая победа 3:1).
В начале нового сезона сменил игровой номер с 37 на 20.
В декабре 2013 несколько зарубежных СМИ растиражировало информацию о скором переезде Тельо в «Ливерпуль», однако это, судя по всему, не соответствовало действительности. Подтвердил это и известный испанский журналист Гийом Балаг в своем микроблоге. Согласно его данным, «сине-гранатовые» получили около полудюжины предложений по футболисту, но всем было отказано.
В новом сезоне роль Тельо в клубе была снижена, причиной этого являлось приобретение во время летнего трансферного окна нападающего Неймара. Тельо забил свой первый гол в сезоне только 11 декабря 2013 года в матче группового этапа Лиги чемпионов УЕФА 2013/14 против «Селтика» (6:1). 22 января 2014 года он сделал свой первый профессиональный хет-трик; в 1/4 финала Кубка Испании против «Леванте» (4:1, что интересно, все три голевые передачи на него отдал Лионель Месси).

### «Порту»
16 июля 2014 года каталонский клуб отдал Тельо в аренду португальскому клубу «Порту». Арендный срок был рассчитан на два года. Кристиан Тельо дебютировал за клуб 16 июля в товарищеском матче против «Венло», где во втором тайме вышел на замену и отметился первым голом за португальскую команду.

### «Фиорентина»
22 января 2016 года отправился в аренду в итальянскую «Фиорентину» до 30 июня.

### «Бетис»
30 июня 2017 года Тельо за 4 млн евро перешёл в «Бетис», подписав с клубом пятилетний контракт.

### «Лос-Анджелес»
26 августа 2022 года Тельо на правах свободного агента присоединился к клубу MLS «Лос-Анджелес», подписав контракт до конца сезона 2022 с опциями продления на сезоны 2023 и 2024. В американской лиге дебютировал 13 сентября в матче против «Миннесоты Юнайтед», выйдя на замену на 62-й минуте. По окончании сезона 2022 «Лос-Анджелес» отклонил опцию продления контракта Тельо, и начал с ним переговоры о пересмотре контракта.

### «Аль-Фатех»
25 января 2023 года Тельо подписал контракт с клубом чемпионата Саудовской Аравии «Аль-Фатех» до конца 2024 года.

## Международная карьера

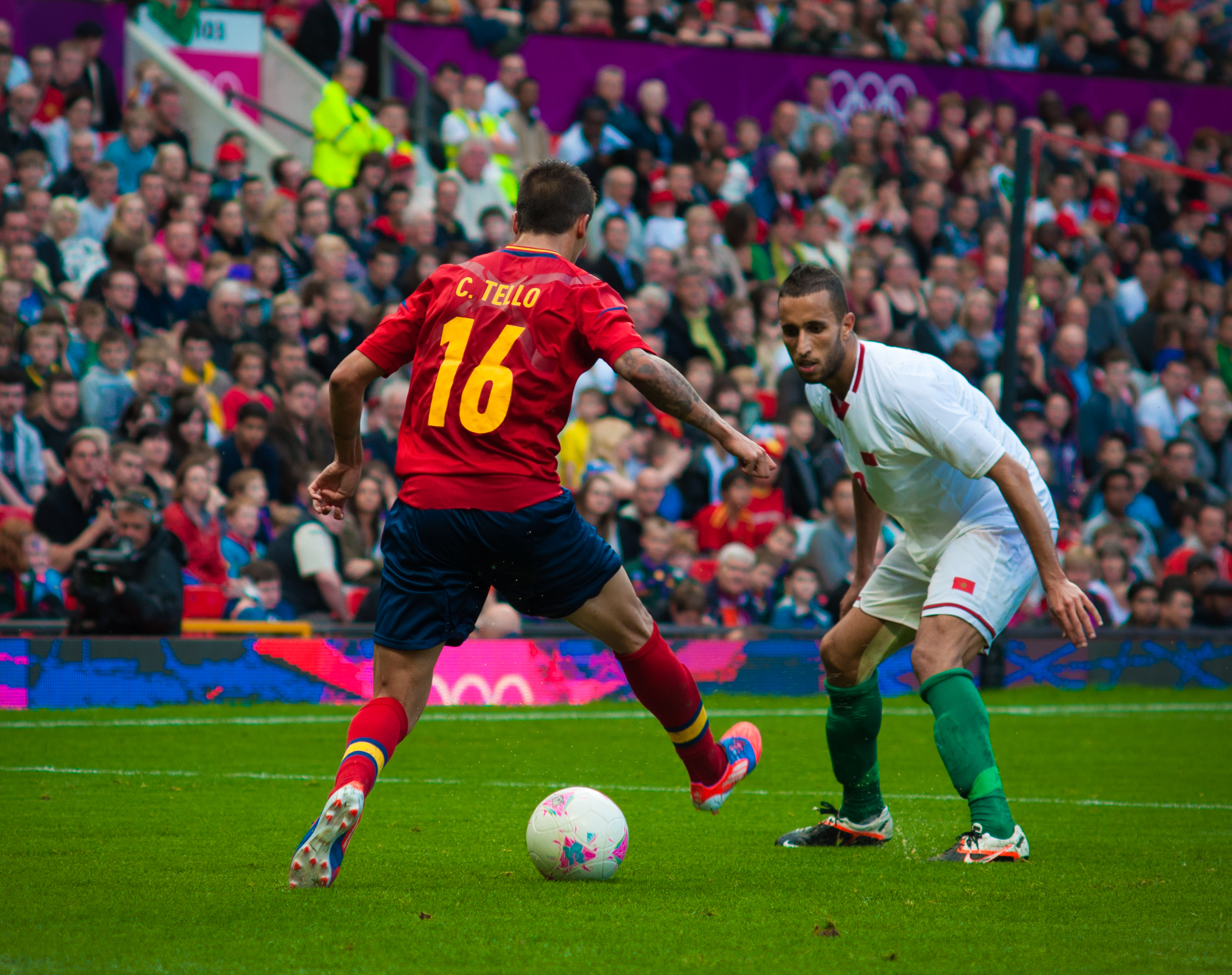
Кристиан Тельо во время Олимпийских игр 2012 года

Тельо играл за множество юношеских/молодёжных сборных Испании (до 19, 20, 21, 23 лет). Со сборной до 23 лет принимал участие в Олимпийских играх 2012, где сборная Испании заняла последнее место в группе, не одержав ни одной победы. Со сборной до 21 года стал чемпионом Европы 2013. Дебютировал за основную сборную Испании 14 августа 2013 года, выйдя в стартовом составе в товарищеском матче против сборной Эквадора, и отдав голевую передачу на Санти Касорлу, отыграв весь матч на поле. Матч закончился победой испанцев со счетом 2:0.

## Статистика выступлений

### Клубная статистика
| Выступление      | Выступление      | Выступление      | Лига | Лига | Кубок страны | Кубок страны | Континент | Континент | Другие | Другие | Итого | Итого |
| Клуб             | Лига             | Сезон            | Игры | Голы | Игры         | Голы         | Игры      | Голы      | Игры   | Голы   | Игры  | Голы  |
| ---------------- | ---------------- | ---------------- | ---- | ---- | ------------ | ------------ | --------- | --------- | ------ | ------ | ----- | ----- |
| Эспаньол B       | Сегунда В        | 2009/10          | 4    | 1    | —            | —            | —         | —         | 1      | 0      | 5     | 1     |
| Эспаньол B       | Итого            | Итого            | 4    | 1    | —            | —            | —         | —         | 1      | 0      | 5     | 1     |
| Барселона B      | Сегунда          | 2010/11          | 23   | 4    | —            | —            | —         | —         | —      | —      | 23    | 4     |
| Барселона B      | Сегунда          | 2011/12          | 16   | 5    | —            | —            | —         | —         | —      | —      | 16    | 5     |
| Барселона B      | Итого            | Итого            | 39   | 9    | —            | —            | —         | —         | —      | —      | 39    | 9     |
| Барселона        | Примера          | 2011/12          | 15   | 3    | 4            | 2            | 3         | 2         | —      | —      | 22    | 7     |
| Барселона        | Примера          | 2012/13          | 22   | 7    | 6            | 0            | 4         | 1         | 2      | 0      | 34    | 8     |
| Барселона        | Примера          | 2013/14          | 22   | 1    | 6            | 3            | 2         | 1         | 0      | 0      | 30    | 5     |
| Барселона        | Итого            | Итого            | 59   | 11   | 16           | 5            | 9         | 4         | 2      | 0      | 86    | 20    |
| Порту            | Примейра-лига    | 2014/15          | 25   | 7    | 1            | 0            | 8         | 1         | 3      | 0      | 37    | 8     |
| Порту            | Примейра-лига    | 2015/16          | 11   | 0    | 3            | 1            | 5         | 1         | 1      | 0      | 20    | 2     |
| Порту            | Итого            | Итого            | 36   | 7    | 4            | 1            | 13        | 2         | 4      | 0      | 57    | 10    |
| Фиорентина       | Серия А          | 2015/16          | 15   | 2    | 0            | 0            | —         | —         | —      | —      | 15    | 2     |
| Фиорентина       | Серия А          | 2016/17          | 36   | 4    | 0            | 0            | 5         | 0         | —      | —      | 41    | 4     |
| Фиорентина       | Итого            | Итого            | 51   | 6    | 0            | 0            | 5         | 0         | —      | —      | 56    | 6     |
| Реал Бетис       | Примера          | 2017/18          | 32   | 4    | 1            | 2            | —         | —         | —      | —      | 33    | 6     |
| Реал Бетис       | Примера          | 2018/19          | 29   | 4    | 6            | 0            | 6         | 1         | —      | —      | 41    | 5     |
| Реал Бетис       | Примера          | 2019/20          | 27   | 2    | 3            | 1            | —         | —         | —      | —      | 30    | 3     |
| Реал Бетис       | Примера          | 2020/21          | 29   | 5    | 4            | 0            | —         | —         | —      | —      | 33    | 5     |
| Реал Бетис       | Примера          | 2021/22          | 23   | 2    | 6            | 1            | 6         | 2         | —      | —      | 35    | 5     |
| Реал Бетис       | Итого            | Итого            | 140  | 17   | 20           | 4            | 12        | 3         | —      | —      | 172   | 24    |
| Лос-Анджелес     | MLS              | 2022             | 4    | 0    | —            | —            | —         | —         | 1      | 0      | 5     | 0     |
| Лос-Анджелес     | Итого            | Итого            | 4    | 0    | —            | —            | —         | —         | 1      | 0      | 5     | 0     |
| Аль-Фатех        | Про-лига         | 2022/23          | 15   | 4    | 1            | 0            | —         | —         | —      | —      | 16    | 4     |
| Аль-Фатех        | Про-лига         | 2023/24          | 12   | 6    | 2            | 1            | —         | —         | —      | —      | 14    | 7     |
| Аль-Фатех        | Итого            | Итого            | 27   | 10   | 3            | 1            | —         | —         | —      | —      | 30    | 11    |
| Всего за карьеру | Всего за карьеру | Всего за карьеру | 360  | 61   | 43           | 11           | 39        | 9         | 8      | 0      | 450   | 81    |

### Матчи и голы за сборные
| Матчи и голы Тельо сборную Испании (до 21) | Матчи и голы Тельо сборную Испании (до 21) | Матчи и голы Тельо сборную Испании (до 21) | Матчи и голы Тельо сборную Испании (до 21) | Матчи и голы Тельо сборную Испании (до 21) | Матчи и голы Тельо сборную Испании (до 21) | Матчи и голы Тельо сборную Испании (до 21) | Матчи и голы Тельо сборную Испании (до 21) | Матчи и голы Тельо сборную Испании (до 21) |
| №                                          | Дата                                       | Оппонент                                   | Счёт                                       | Голы                                       | Передачи                                   | Замены                                     | Номер                                      | Соревнование                               |
| ------------------------------------------ | ------------------------------------------ | ------------------------------------------ | ------------------------------------------ | ------------------------------------------ | ------------------------------------------ | ------------------------------------------ | ------------------------------------------ | ------------------------------------------ |
| 1                                          | 31 мая 2012                                | Эстония                                    | 1 : 0                                      | —                                          | —                                          | 62'                                        | 11                                         | Отборочные матчи ЧЕ-2013                   |
| 2                                          | 6 сентября 2012                            | Швейцария                                  | 0 : 0                                      | —                                          | —                                          | 84'                                        | 11                                         | Отборочные матчи ЧЕ-2013                   |
| 3                                          | 10 сентября 2012                           | Хорватия                                   | 6 : 0                                      | —                                          | —                                          | 63'                                        | 11                                         | Отборочные матчи ЧЕ-2013                   |
| 4                                          | 11 октября 2012                            | Дания                                      | 5 : 0                                      | —                                          | 1 (1:0)                                    | 62'                                        | 11                                         | Отборочные матчи ЧЕ-2013                   |
| 5                                          | 16 октября 2012                            | Дания                                      | 3 : 1                                      | —                                          | —                                          | —                                          | 11                                         | Отборочные матчи ЧЕ-2013                   |
| 6                                          | 13 ноября 2012                             | Италия                                     | 3 : 1                                      | —                                          | —                                          | 58'                                        | 11                                         | Товарищеский матч                          |
| 7                                          | 21 марта 2013                              | Норвегия                                   | 5 : 2                                      | 2 (1:1, 2:1)                               | 1 (4:1)                                    | 66'                                        | 11                                         | Товарищеский матч                          |
| 8                                          | 6 июня 2013                                | Россия                                     | 1 : 0                                      | —                                          | —                                          | 84'                                        | 11                                         | Финальные матчи ЧЕ-2013                    |
| 9                                          | 9 июня 2013                                | Германия                                   | 1 : 0                                      | —                                          | —                                          | 85'                                        | 11                                         | Финальные матчи ЧЕ-2013                    |
| 10                                         | 15 июня 2013                               | Норвегия                                   | 3 : 0                                      | —                                          | —                                          | 73'                                        | 11                                         | Финальные матчи ЧЕ-2013                    |
| 11                                         | 18 июня 2013                               | Италия                                     | 4 : 2                                      | —                                          | —                                          | 71'                                        | 11                                         | Финальные матчи ЧЕ-2013                    |

| Матчи и голы Тельо сборную Испании (до 23) | Матчи и голы Тельо сборную Испании (до 23) | Матчи и голы Тельо сборную Испании (до 23) | Матчи и голы Тельо сборную Испании (до 23) | Матчи и голы Тельо сборную Испании (до 23) | Матчи и голы Тельо сборную Испании (до 23) | Матчи и голы Тельо сборную Испании (до 23) | Матчи и голы Тельо сборную Испании (до 23) | Матчи и голы Тельо сборную Испании (до 23) |
| №                                          | Дата                                       | Оппонент                                   | Счёт                                       | Голы                                       | Передачи                                   | Замены                                     | Номер                                      | Соревнование                               |
| ------------------------------------------ | ------------------------------------------ | ------------------------------------------ | ------------------------------------------ | ------------------------------------------ | ------------------------------------------ | ------------------------------------------ | ------------------------------------------ | ------------------------------------------ |
| 1                                          | 28 февраля 2012                            | Египет                                     | 3 : 1                                      | —                                          | —                                          | 46'                                        | 11                                         | Товарищеский матч                          |
| 2                                          | 13 июля 2012                               | Сенегал                                    | 0 : 2                                      | —                                          | —                                          | —                                          | 11                                         | Товарищеский матч                          |
| 3                                          | 18 июля 2012                               | Мексика                                    | 1 : 0                                      | —                                          | —                                          | —                                          | 11                                         | Товарищеский матч                          |
| 4                                          | 26 июля 2012                               | Япония                                     | 0 : 1                                      | —                                          | —                                          | 81'                                        | 16                                         | Финальные игры ОИ-2012                     |
| 5                                          | 29 июля 2012                               | Гондурас                                   | 0 : 1                                      | —                                          | —                                          | 83'                                        | 16                                         | Финальные игры ОИ-2012                     |
| 6                                          | 1 августа 2012                             | Марокко                                    | 0 : 0                                      | —                                          | —                                          | 56'                                        | 16                                         | Финальные игры ОИ-2012                     |

| Матчи и голы Тельо сборную Испании | Матчи и голы Тельо сборную Испании | Матчи и голы Тельо сборную Испании | Матчи и голы Тельо сборную Испании | Матчи и голы Тельо сборную Испании | Матчи и голы Тельо сборную Испании | Матчи и голы Тельо сборную Испании | Матчи и голы Тельо сборную Испании | Матчи и голы Тельо сборную Испании |
| №                                  | Дата                               | Оппонент                           | Счёт                               | Голы                               | Передачи                           | Замены                             | Номер                              | Соревнование                       |
| ---------------------------------- | ---------------------------------- | ---------------------------------- | ---------------------------------- | ---------------------------------- | ---------------------------------- | ---------------------------------- | ---------------------------------- | ---------------------------------- |
| 1                                  | 14 августа 2013                    | Эквадор                            | 2 : 0                              | —                                  | 1 (2:0)                            | —                                  | 11                                 | Товарищеский матч                  |

- Итого за сборную Испании (до 21): 11 матчей / 2 гола / 2 голевые передачи; 10 побед, 1 ничья, 0 поражений.
- Итого за сборную Испании (до 23): 6 матчей / 0 голов /0 голевых передач; 2 победы, 1 ничья, 3 поражения.
- Итого за сборную Испании: 1 матч / 0 голов / 1 голевая передача; 1 победа, 0 ничьих, 0 поражений.

## Достижения
«Барселона»
- Чемпион Испании: 2012/13
- Обладатель Кубка Испании: 2011/12
- Обладатель Суперкубка Испании: 2013

«Реал Бетис»
- Обладатель Кубка Испании: 2021/22

«Лос-Анджелес»
- Чемпион MLS (обладатель Кубка MLS): 2022
- Победитель регулярного чемпионата MLS: 2022

Сборная Испании (U21)
- Чемпион Европы: 2013